# Lad den rette komme ind
Lad den rette komme ind (svensk: Låt den rätte komma in) er en svensk romantisk gyserfilm fra 2008 instrueret af Tomas Alfredson, baseret på romanen af samme titel af John Ajvide Lindqvist, som også skrev manuskriptet til filmen. Filmen fortæller historien om en mobbet 12-årig dreng, der udvikler et venskab med et vampyrbarn i Blackeberg, en forstad til Stockholm, i begyndelsen af 1980'erne.
I 2010 blev der lavet en amerikansk genindspilning af filmen med titlen Let me in.

## Medvirkende
- Kåre Hedebrant som Oskar
- Lina Leandersson som Eli
- Per Ragnar som Håkan
- Henrik Dahl som Erik (Oskars far)
- Karin Bergquist som Yvonne (Oskars mor)
- Peter Carlberg som Lacke
- Ika Nord som Virginia
- Mikael Rahm som Jocke
- Karl Robert Lindgren som Gösta
- Anders T. Peedu som Morgan
- Pale Olofsson som Larry
- Cayetano Ruiz som Magister Ávila
- Patrik Rydmark som Conny
- Johan Sömnes som Andreas
- Mikael Erhardsson som Martin
- Rasmus Luthander som Jimmy
- Sören Källstigen som Erik ven
- Bernt Östman som Virginias sygeplejerske
- Kajsa Linderholm som lærer
- Susanne Ruben som gammal Eli
- Elif Ceylan som Elis stemme

| Award                                              | Kategori                                       | Modtager og nominerede                       | udfald |
| -------------------------------------------------- | ---------------------------------------------- | -------------------------------------------- | ------ |
| Amsterdam Fantastic Film Festival                  | Silver Scream Award                            | Tomas Alfredson                              | vandt  |
| Amsterdam Fantastic Film Festival                  | Black Tulip Award                              | Tomas Alfredson                              | vandt  |
| Austin Fantastic Fest                              | Best Horror Feature                            | -                                            | vandt  |
| Austin Film Critics Association                    | Best Foreign Language Film                     | -                                            | vandt  |
| Australian Film Critics Association                | Best Overseas Film                             | -                                            | vandt  |
| British Academy Film Awards                        | Best Film Not in the English Language          | -                                            | nom    |
| Boston Society of Film Critics Awards              | Foreign Language Film                          | -                                            | vandt  |
| British Independent Film Awards                    | Best Foreign Film                              | -                                            | vandt  |
| Broadcast Film Critics Association Awards          | Best Foreign Language Film                     | -                                            | nom    |
| Calgary International Film Festival                | Best International Feature                     | Tomas Alfredson                              | vandt  |
| Chicago Film Critics Association Awards            | Most Promising Filmmaker                       | Tomas Alfredson                              | vandt  |
| Chicago Film Critics Association Awards            | Most Promising Performer                       | Lina Leandersson                             | nom    |
| Chlotrudis Awards                                  | Best Movie                                     | -                                            | nom    |
| Chlotrudis Awards                                  | Best Director                                  | Tomas Alfredson                              | nom    |
| Chlotrudis Awards                                  | Best Actress                                   | Lina Leandersson                             | nom    |
| Chlotrudis Awards                                  | Best Adapted Screenplay                        | John Ajvide Lindqvist                        | vandt  |
| Chlotrudis Awards                                  | Best Cinematography                            | Hoyte Van Hoytema                            | vandt  |
| Edinburgh International Film Festival              | Rotten Tomatoes Critical Consensus Award       | Tomas Alfredson                              | vandt  |
| Fant-Asia Film Festival                            | Best European/North — South American Film      | Tomas Alfredson                              | vandt  |
| Fant-Asia Film Festival                            | Best Director                                  | Tomas Alfredson                              | vandt  |
| Fant-Asia Film Festival                            | Best Film                                      | Tomas Alfredson                              | vandt  |
| Fant-Asia Film Festival                            | Best Photography                               | Hoyte Van Hoytema                            | vandt  |
| Florida Film Critics Circle Awards                 | Best Foreign Language Film                     | -                                            | vandt  |
| Empire Awards                                      | Best Horror Film                               | -                                            | vandt  |
| Goya Awards                                        | Best European Film                             | -                                            | nom    |
| Irish Film & Television Awards 2010                | International Film                             | -                                            | nom    |
| Guldbagge Awards                                   | Best Achievement (Bästa prestation)            | Eva Norén                                    | vandt  |
| Guldbagge Awards                                   | Best Achievement (Bästa prestation)            | Per Sundström Jonas Jansson Patrik Strömdahl | vandt  |
| Guldbagge Awards                                   | Best Cinematography (Bästa foto)               | Hoyte Van Hoytema                            | vandt  |
| Guldbagge Awards                                   | Best Direction (Bästa regi)                    | Tomas Alfredson                              | vandt  |
| Guldbagge Awards                                   | Best Screenplay (Bästa manuskript)             | John Ajvide Lindqvist                        | vandt  |
| Guldbagge Awards                                   | Best Film (Bästa film)                         | John Nordling Carl Molinder                  | vandt  |
| Guldbagge Awards                                   | Best Supporting Actor (Bästa manliga biroll)   | Per Ragnar                                   | nom    |
| Gérardmer Film Festival                            | Critics Award                                  | Tomas Alfredson                              | vandt  |
| Gérardmer Film Festival                            | Best Film                                      | Tomas Alfredson                              | vandt  |
| Göteborg Film Festival                             | Nordic Film Prize                              | Tomas Alfredson                              | vandt  |
| Göteborg Film Festival                             | Nordic Vision Award                            | Hoyte Van Hoytema                            | vandt  |
| Kansas City Film Critics Circle Awards             | Best Foreign Language Film                     | -                                            | vandt  |
| London Film Critics' Circle Awards                 | Foreign Language Film of the Year              | Tomas Alfredson                              | vandt  |
| NatFilm Festival                                   | Critics Award                                  | Tomas Alfredson                              | vandt  |
| Neuchâtel International Fantastic Film Festival    | Grand Prize of European Fantasy Film in Silver | Tomas Alfredson                              | vandt  |
| Neuchâtel International Fantastic Film Festival    | Special Mention                                | Tomas Alfredson                              | vandt  |
| Neuchâtel International Fantastic Film Festival    | Youth Jury Award                               | Tomas Alfredson                              | vandt  |
| Online Film Critics Society Awards                 | Best Foreign Language Film                     | -                                            | vandt  |
| Online Film Critics Society Awards                 | Best Screenplay, Adapted                       | John Ajvide Lindqvist                        | vandt  |
| Online Film Critics Society Awards                 | Breakthrough Filmmaker                         | Tomas Alfredson                              | vandt  |
| Online Film Critics Society Awards                 | Breakthrough Performance                       | Lina Leandersson                             | vandt  |
| Online Film Critics Society Awards                 | Breakthrough Performance                       | Kåre Hedebrant                               | nom    |
| Phoenix Film Critics Society Awards                | Best Foreign Language Film                     | -                                            | vandt  |
| Puchon International Fantastic Film Festival       | Best Director                                  | Tomas Alfredson                              | vandt  |
| Puchon International Fantastic Film Festival       | Citizen's Choice Award                         | Tomas Alfredson                              | vandt  |
| San Diego Film Critics Society Awards              | Best Foreign Language Film                     | -                                            | vandt  |
| San Francisco Film Critics Circle                  | Best Foreign Language Film                     | -                                            | vandt  |
| Saturn Awards                                      | Best International Film                        | -                                            | vandt  |
| Saturn Awards                                      | Best Performance by a Younger Actor            | Lina Leandersson                             | nom    |
| Saturn Awards                                      | Best Writing                                   | John Ajvide Lindqvist                        | nom    |
| Sitges - Catalonian International Film Festival    | Grand Prize of European Fantasy Film in Gold   | Tomas Alfredson                              | vandt  |
| Southeastern Film Critics Association Awards       | Best Foreign Language Film                     | -                                            | vandt  |
| Toronto After Dark Film Festival                   | Best Feature Film                              | Tomas Alfredson                              | vandt  |
| Toronto Film Critics Association Awards            | Best Foreign-Language Film                     | -                                            | vandt  |
| Tribeca Film Festival                              | Best Narrative Feature                         | Tomas Alfredson                              | vandt  |
| Washington DC Area Film Critics Association Awards | Best Foreign Language Film                     | -                                            | vandt  |
| Woodstock Film Festival                            | Best Narrative Feature                         | Tomas Alfredson                              | vandt  |

## Eksterne Henvisninger
- Lad den rette komme ind på Internet Movie Database (engelsk)
- Lad den rette komme ind på Filmdatabasen
- Lad den rette komme ind på Scope
- Lad den rette komme ind i Svensk Filmdatabas (svensk)
- Lad den rette komme ind på AlloCiné (fransk)
- Lad den rette komme ind på MovieMeter (nederlandsk)
- Lad den rette komme ind på AllMovie (engelsk)
- Lad den rette komme ind på Turner Classic Movies (engelsk)
- Lad den rette komme ind på The Movie Database (engelsk)
- Lad den rette komme ind på Rotten Tomatoes (engelsk)